# Вавер (Варшава)
Вавер (пол. Wawer) — дзельница (район) Варшавы на правобережье реки Вислы.
Согласно переписи на конец 2009 в дзельнице Вавер на площади 79,71 км² проживало 69 898 жителей.

## История

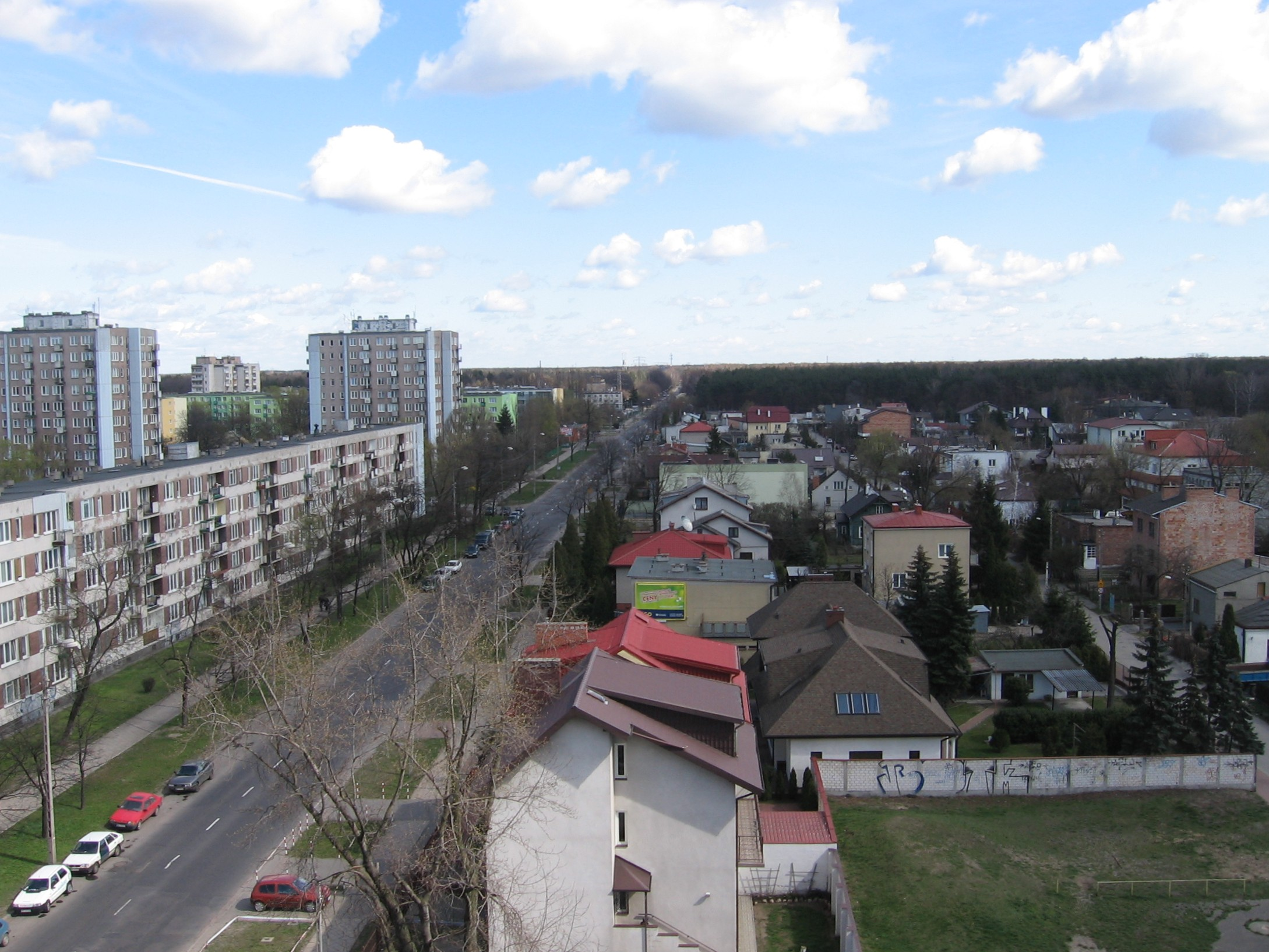
Вид на район Вавер

В XIX веке в этом месте был трактир на шоссе, ведущем из Минска в Варшаву в 7—8 верстах от варшавского района Прага. По его имени названо сражение, которое произошло здесь 19 февраля 1831 года, в ходе подавления Польского восстания 1830 года.
19 февраля 1831 года около «Вавра» загорелся жаркий бой между передовыми частями русской армии, наступавшей к Варшаве, и польскими войсками, старавшимися воспрепятствовать её дебушированию из леса, лежавшего восточнее. Несмотря на то, что обстановка в начале сражения была для русских весьма невыгодна, они вышли из него с полным успехом и оттеснили назад противников, которые тоже дрались с большим упорством.
Присоединен к столице в 1951 году.
Соседствующие с ним районы Варшавы:
- с севера: Прага-Полудне, Рембертув, Весола
- с юга: с городом Юзефув (Отвоцкий повят)
- с востока: Вёнзовна (гмина) и Весола
- с запада: Вилянув